# Blažena Borovičková-Podpěrová
Blažena Borovičková-Podpěrová, (rozená Podpěrová, 8. května 1894 Lobeček u Kralup nad Vltavou – 27. dubna 1980 Čáslav) byla česká sochařka a pacifistka, jedna z prvních českých akademických sochařek.

## Život

### Mládí a studium
Narodila se v Lobečku, pozdější součásti Kralup nad Vltavou, do rodiny kameníků. V tvorbě ji podporoval zejména její bratr, sochař Blahomír Podpěra. Studovala jako hospitantka v letech 1910–1912 na sochařské škole v Hořicích u profesora Quido Kociana, jako vůbec první žena v historii školy. Její spolužačkou zde byla později první akademicky vzdělaná sochařka, Karla Vobišová-Žáková. Ve studiu pokračovala v letech 1915–1921 na Umělecko-průmyslové škole v Praze u profesorů Josefa Drahoňovského a Bohumila Kafky. Absolvovala pak několik studijních cest do zahraničí (Německo, Francie, Švédsko, Dánsko, Rakousko, Itálie).
Posléze se provdala jako Borovičková-Podpěrová a ve 30. letech usadila se v Čáslavi, kde tvořila a podílela se na místním kulturním dění. Po únoru 1948 se zaměřovala na komunistickému režimu poplatné náměty, často s tématem míru. Roku 1956 byla oceněna Československou cenou míru. Tvořila především v Čáslavi.

### Úmrtí
Blažena Borovičková-Podpěrová zemřela 27. dubna 1980 v Čáslavi ve věku 85 let.

### Rodina
Jejím bratrem byl Blahomír Podpěra (1895–1968) z Břevnova; majitel (dědic) kamenického závodu v Kralupech nad Vltavou. Jeho manželka Františka Podpěrová-Bělská byla rovněž sochařkou. Blahomír pocházel z kamenického roku Podpěrů původem z Kladenska, jeho příbuzným byl například kameník Josef Podpěra působící ve Světlé nad Sázavou.